# Hubertus von Baumbach
Hubertus von Baumbach (* 1968) ist ein deutscher Manager. Er ist Vorsitzender des Gesellschafterausschusses von Boehringer Ingelheim, Deutschlands größtem Pharmaunternehmen. Davor war er von 2016 bis 2025 Vorsitzender der Unternehmensleitung von Boehringer Ingelheim.

## Leben und Ausbildung
Hubertus von Baumbach ist der zweite von drei Söhnen von Ulrike Boehringer und von Erich Hilmar von Baumbach (1930–2021) aus dem Adelsgeschlecht Baumbach. Er ist ein Urenkel des Firmengründers Albert Boehringer. Er hat einen Abschluss in Rechtswissenschaften und einen MBA vom Massachusetts Institute of Technology.
Er ist verheiratet mit Christina und hat zwei Kinder, einen Sohn und eine Tochter. Die Familie Boehringer / von Baumbach gehört zu den zehn reichsten Familien der Welt.

## Karriere
Baumbach kam 2001 zu Boehringer Ingelheim. Dort war er ab 2009 Finanzvorstand, im Juni 2016 wurde er als Nachfolger von Andreas Barner zum Vorsitzenden der Unternehmensleitung ernannt. Nach 25 Jahren Unterbrechung stand damit wieder ein Familienmitglied an der Spitze des Familienunternehmens. Innerhalb seiner ersten sechs Monate startete er die größte Akquisition in der Unternehmensgeschichte (ein Asset-Swap-Deal mit dem französischen Rivalen Sanofi), gefolgt von einer Umstrukturierung, um der Gruppe eine dezentralere Abteilungsstruktur zu verleihen. In seiner Eigenschaft als Vorsitzender der Unternehmensleitung von Boehringer Ingelheim war Baumbach Teil der Delegation von Bundeskanzlerin Angela Merkel bei drei Staatsbesuchen in China.
Zum 1. Juli 2025 gab von Baumbach die Unternehmensleitung ab und wurde Vorsitzender des Gesellschafterausschusses.

## Andere Aktivitäten

### Mitgliedschaften
- Deutsche Bank, Mitglied des Beirats[8]
- Landesbank Baden-Württemberg (LBBW), Mitglied des Beirats[9]
- KWS Saat, Mitglied des Aufsichtsrats (2007–2017)[10][11]

### Ehrenamtliche Tätigkeiten
- Bundesverband der Deutschen Industrie (BDI), Mitglied des Präsidiums (2018–2019)
- Verband der Chemischen Industrie (VCI), Mitglied des Exekutivkomitees[12]
- Baden-Badener Unternehmer-Gespräche (BBUG), Mitglied des Vorstands[13]
- Kulturstiftung der Länder, Mitglied des Kuratoriums
- Städel Museum, Mitglied der Administration[14]
- Stiftung Tausendgut, Mitglied des Kuratoriums[15]